# DRBD
DRBD (від англ. Distributed Replicated Block Device — «Розподілений Копіюючий Блоковий пристрій») — це блоковий пристрій, який здатен забезпечити синхронізацію даних на рівні RAID1 між локальним блоковим пристроєм та віддаленим.
Застосуванням є побудова відмовостійких кластерних систем в середовищі ОС Linux. Всупереч поширеній думці, DRBD не є файловою системою, а тим більше кластерною файловою системою. Входить у ванільне ядро з версії 2.6.33 (8.12.2009).
DRBD підтримує як синхронний, так і асинхронний режим роботи (Синхроний режим — протокол C,- операція запису вважається виконаною, тоді, коли і локальний і мережевий диски повідомляють про успішне закінчення запису даних, при асинхронному режимі роботи — протокол A, — запис вважається завершеним, як тільки запис було здійснено на локальний пристрій і дані було передано на віддалений вузол. Також підтримується проміжний протокол- протокол B, при якому запис вважається успішним, якщо запис даних було завершено на локальний диск і віддалений вузол підтвердив отримання, але не запис на свій локальний пристрій даних.
Синхронізація іде через протокол TCP без шифрування/аутентифікації, за замовчуванням порт tcp/3260.
DRBD підтримує тільки два вузли (складніші конструкції можуть базуватися на використанні drbd-пристрою як локального диска для ще одного drbd-пристрою).
Вузли можуть працювати в режимі Primary — працює з даними та Secondary — містить дані, але не може їх записувати. В разі збою вузол Secondary переводиться в Primary і робота продовжується.
DRBD підтримує режим primary/primary, при якому можливий доступ до обох вузлів, якщо при цьому на drbd-пристрої використовуються кластерні файлові системи(такі як GFS/GFS2).